# 1995-ös Roland Garros
Az 1995-ös Roland Garros az év második Grand Slam-tornája, a Roland Garros 94. kiadása volt, amelyet május 29–június 11. között rendeztek Párizsban. A férfiaknál az osztrák Thomas Muster, a nőknél a német Steffi Graf nyert.

## Döntők

### Férfi egyes
Thomas Muster -  Michael Chang 7-5, 6-2, 6-4

### Női egyes
Steffi Graf -  Arantxa Sánchez Vicario 7-5, 4-6, 6-0

### Férfi páros
Jacco Eltingh /  Paul Haarhuis -  Nicklas Kulti /  Magnus Larsson 6-7, 6-4, 6-1

### Női páros
Gigi Fernández /  Natallja Zverava -  Jana Novotná /  Arantxa Sánchez Vicario 6-7(6), 6-4, 7-5

### Vegyes páros
Larisa Neiland /  Mark Woodforde -  Jill Hetherington /  John-Laffnie de Jager, 7-6 (8), 7-6 (4)

## Juniorok

### Fiú egyéni
Mariano Zabaleta –  Mariano Puerta 6–2, 6–3

### Lány egyéni
Amélie Cocheteux –  Marlene Weingärtner, 7–5, 6–4

### Fiú páros
Raemon Sluiter /  Peter Wessels –  Justin Gimelstob /  Ryan Wolters, 7–6, 7–5

### Lány páros
Corina Morariu /  Ludmila Varmužová –  Alice Canepa /  Giulia Casoni, 7–6, 7–5